# Tomáš Pöpperle
Tomáš Pöpperle (ur. 10 października 1984 we Broumovie) – czeski hokeista, reprezentant Czech.

## Kariera
- Sparta Praga U18 (1999-2001)
- Sparta Praga U20 (2001-2004)
- Berounští Medvědi (2004, 2005)
- HC Przybram (2004)
- Sparta Praga (2004-2005)
- Eisbären Berlin (2005-2006)
- Syracuse Crunch (2006-2007)
  -  Columbus Blue Jackets (2006)
- Sparta Praga (2008-2009)
- HC Pilzno 1929 (2009-2010)
- Sparta Praga (2010-2012)
- HC Lev Praga (od 2012)
- Sparta Praga (2013-2014)
- HK Soczi (2014-2015)
- Sparta Praga (2015-2017)
- Fischtown Pinguins Bremerhaven (2017-2021)
- Kölner Haie (2021-2022)

Wychowanek Sparty Praga. W maju 2012 roku został zawodnikiem HC Lev Praga, związany dwuletnim kontraktem. W kwietniu 2013 roku przedcześnie umowę rozwiązano i Pöpperle powrócił do Sparty Praga. Od lipca 2014 zawodnik HK Soczi. Od maja 2015 do kwietnia 2017 ponownie zawodnik Sparty. Od maja 2017 zawodnik Fischtown Pinguins. Z końcem kwietnia 2021 odszedł z klubu. Od lipca 2021 do kwietnia 2022 reprezentował Kölner Haie.

## Sukcesy
Reprezentacyjne
- Silver medal mistrzostw świata: 2006

Klubowe
- Złoty medal mistrzostw Niemiec: 2006 z Eisbären Berlin
- Brązowy medal mistrzostw Czech: 2009 ze Spartą
- Puchar Prezydenta Czeskiej Federacji Hokeja na Lodzie: 2010 z Pilznem, 2012 ze Spartą

Indywidualne
- Ekstraliga czeska w hokeju na lodzie (2004/2005):
  - Pierwsze miejsce w klasyfikacji skuteczności interwencji: 94,9%
  - Pierwsze miejsce w klasyfikacji średniej goli straconych na mecz: 1,59
  - Najlepszy debiutant sezonu
- Ekstraliga czeska w hokeju na lodzie (2009/2010):
  - Pierwsze miejsce w klasyfikacji średniej goli straconych na mecz: 2,20
- Ekstraliga czeska w hokeju na lodzie (2011/2012):
  - Pierwsze miejsce w klasyfikacji skuteczności interwencji: 93,5
  - Pierwsze miejsce w klasyfikacji średniej goli straconych na mecz: 2,02
- KHL (2012/2013):
  - Drugie miejsce w klasyfikacji meczów bez straty gola w sezonie zasadniczym: 6